# OFC Champions League 2012/13
De OFC Champions League 2012/13 (of kortweg O-League genoemd) was de twaalfde editie van dit voetbaltoernooi dat door de Oceanische voetbalbond OFC wordt georganiseerd. Het toernooi ving aan op 1 mei 2012 met de eerste wedstrijden in de voorronde, dat voor het eerst in de historie van dit toernooi werd gespeeld, en eindigde op 19 mei 2013 met de finale.
Aan het toernooi namen twaalf clubs uit elf landen deel. Uit Nieuw-Zeeland namen twee clubs deel, kampioen Waitakere United en Auckland City FC, tevens titelhouder. Auckland City prolongeerde de titel die daarmee voor de vijfde keer werd gewonnen. Tevens vertegenwoordigde Auckland City de OFC op het Wereldkampioenschap voetbal voor clubs in december 2013 in Marokko.

## Deelnemers
| Land | Club                               | Kwalificatie                                        |
| Teams die starten in de Groepsfase                                                                                   | Teams die starten in de Groepsfase | Teams die starten in de Groepsfase                  |
| --- | ---------------------------------- | --------------------------------------------------- |
| Fiji | Ba FA                              | Kampioen Fiji National Football League 2011         |
| Nieuw-Zeeland | Waitakere United                   | Kampioen New Zealand Football Championship          |
| Nieuw-Zeeland | Auckland City FC                   | finalist New Zealand Football Championship          |
| Papoea-Nieuw-Guinea                                                                                                  | PRK Hekari United                  | Kampioen PNGNSL 2011/12                             |
| Salomonseilanden | Solomon Warriors FC                | Kampioen Solomon Islands National Club Championship |
| Tahiti | AS Dragon                          | Kampioen Tahiti Division Fédérale 2011/12           |
| Vanuatu | Amicale FC                         | kampioen Vanuatu Premia Divisen 2012                |
| Team dat start in de play-off ronde (Land met de minste punten in de Groepsfase van de OFC Champions League 2011/12) |                                    |                                                     |
| Nieuw-Caledonië | AS Mont-Dore                       | kampioen New Caledonia Division Honneur 2011        |
| Teams die starten in de voorronde ("ontwikkelende " landen)                                                          |                                    |                                                     |
| Amerikaans-Samoa | Pago Youth                         | Kampioen FFAS Soccer League 2011                    |
| Cookeilanden | Tupapa Maraerenga FC               | kampioen Cook Islands Round Cup 2011                |
| Samoa | Kiwi FC                            | kampioen Samoa National League 2010/11              |
| Tonga | Lotoha'apai United                 | kampioen Tonga Major League 2010/11                 |

## Kalender
| Fase          | Fase           | Data          |
| ------------- | -------------- | ------------- |
| Voorronde     | Speeldag 1     | 1 mei 2012    |
| Voorronde     | Speeldag 2     | 3 mei 2012    |
| Voorronde     | Speeldag 3     | 5 mei 2012    |
| Voorronde     | Play-off       | 8 mei 2012    |
| Groepsfase    | Speeldag 1     | 30 maart 2013 |
| Groepsfase    | Speeldag 2     | 6 april 2013  |
| Groepsfase    | Speeldag 3     | 13 april 2013 |
| Groepsfase    | Speeldag 4     | 17 april 2013 |
| Groepsfase    | Speeldag 5     | 20 april 2013 |
| Groepsfase    | Speeldag 6     | 27 april 2013 |
| Halve finales | Heenwedstrijd  | 4 mei 2013    |
| Halve finales | Terugwedstrijd | 11 mei 2013   |
| Finale        | Finale         | 19 mei 2013   |

## Voorronde
In de voorronde speelden vier teams in een halve competitie tegen elkaar in Tonga. De winnaar plaatste zich voor de play-off ronde.
| Team                 | AW | W | G | V | DV | DT | DS  | Pnt |
| -------------------- | -- | - | - | - | -- | -- | --- | --- |
| Tupapa Maraerenga FC | 3  | 2 | 1 | 0 | 14 | 4  | +10 | 7   |
| Lotoha'apai United   | 3  | 2 | 1 | 0 | 11 | 4  | +7  | 7   |
| Kiwi FC              | 3  | 1 | 0 | 2 | 7  | 5  | +2  | 3   |
| Pago Youth           | 3  | 0 | 0 | 3 | 1  | 20 | −19 | 0   |

|                         |                |                    |                                           |                                                                           |
| 1 mei 2012 13:00 UTC+13 | Pago Youth     | 1 – 5              | Kiwi FC                                   | Loto-Tonga Centre, ‘Atele Toeschouwers: 100 Scheidsrechter: Rakesh Varman |
| 1 mei 2012 13:00 UTC+13 | P. Samuelu 90' | Verslag[dode link] | Malo 7', 23' Saofaiga 26', 80' Gosche 70' | Loto-Tonga Centre, ‘Atele Toeschouwers: 100 Scheidsrechter: Rakesh Varman |

|                         |                                       |                   |                          |                                                                             |
| 1 mei 2012 15:30 UTC+13 | Lotoha'apai United                    | 3 – 3             | Tupapa Maraerenga FC     | Loto-Tonga Centre, ‘Atele Toeschouwers: 300 Scheidsrechter: Mirko Benischke |
| 1 mei 2012 15:30 UTC+13 | Maamaloa 68' M. Uhatahi 75' Moala 81' | Report[dode link] | Best 37' Berlim 55', 69' | Loto-Tonga Centre, ‘Atele Toeschouwers: 300 Scheidsrechter: Mirko Benischke |

|                         |                                                        |                    |            |                                                                            |
| 3 mei 2012 13:00 UTC+13 | Lotoha'apai United                                     | 6 – 0              | Pago Youth | Loto-Tonga Centre, ‘Atele Toeschouwers: 200 Scheidsrechter: Norbert Hauata |
| 3 mei 2012 13:00 UTC+13 | M. Uhatahi 23', 30' Maamaloa 54', 71', 89' Faupula 83' | Verslag[dode link] |            | Loto-Tonga Centre, ‘Atele Toeschouwers: 200 Scheidsrechter: Norbert Hauata |

|                         |              |         |                      |                                                                        |
| 3 mei 2012 15:30 UTC+13 | Kiwi FC      | 1 – 2   | Tupapa Maraerenga FC | Loto-Tonga Centre, ‘Atele Toeschouwers: 150 Scheidsrechter: John Saohu |
| 3 mei 2012 15:30 UTC+13 | Saofaiga 19' | Verslag | Harmon 29' Best 31'  | Loto-Tonga Centre, ‘Atele Toeschouwers: 150 Scheidsrechter: John Saohu |

|                         |                                                                           |         |            |                                                                           |
| 5 mei 2012 13:00 UTC+13 | Tupapa Maraerenga FC                                                      | 9 – 0   | Pago Youth | Loto-Tonga Centre, ‘Atele Toeschouwers: 100 Scheidsrechter: Rakesh Varman |
| 5 mei 2012 13:00 UTC+13 | Tiro 3' Berlim 23', 30', 53', 71' Fowler 45+2' Manuel 51', 69' Harmon 88' | Verslag |            | Loto-Tonga Centre, ‘Atele Toeschouwers: 100 Scheidsrechter: Rakesh Varman |

|                         |              |         |                                  |                                                                             |
| 5 mei 2012 15:30 UTC+13 | Kiwi FC      | 1 – 2   | Lotoha'apai United               | Loto-Tonga Centre, ‘Atele Toeschouwers: 350 Scheidsrechter: Mirko Benischke |
| 5 mei 2012 15:30 UTC+13 | Saofaiga 84' | Verslag | M. Uhatahi 45+5' Uele 57' (pen.) | Loto-Tonga Centre, ‘Atele Toeschouwers: 350 Scheidsrechter: Mirko Benischke |

### Play-off ronde
|                         |                      |                    |                                            |                                                                            |
| 8 mei 2012 15:00 UTC+13 | Tupapa Maraerenga FC | 1 – 3              | AS Mont-Dore                               | Loto-Tonga Centre, ‘Atele Toeschouwers: 400 Scheidsrechter: Norbert Hauata |
| 8 mei 2012 15:00 UTC+13 | Harmon 90+2'         | Verslag[dode link] | Kenon 33' Bessieres 45' Wamytan 85' (pen.) | Loto-Tonga Centre, ‘Atele Toeschouwers: 400 Scheidsrechter: Norbert Hauata |

## Groepsfase

### Groep A
| Team                | AW | W | G | V | DV | DT | DS  | Pnt |
| ------------------- | -- | - | - | - | -- | -- | --- | --- |
| Ba FA               | 6  | 5 | 1 | 0 | 16 | 4  | +12 | 16  |
| Amicale FC          | 6  | 3 | 1 | 2 | 7  | 4  | +3  | 10  |
| Solomon Warriors FC | 6  | 1 | 1 | 5 | 7  | 15 | -8  | 4   |
| PRK Hekari United   | 6  | 0 | 2 | 4 | 5  | 12 | -7  | 2   |

### Groep B
| Team             | AW | W | G | V | DV | DT | DS  | Pnt |
| ---------------- | -- | - | - | - | -- | -- | --- | --- |
| Waitakere United | 6  | 4 | 1 | 1 | 9  | 6  | +3  | 13  |
| Auckland City FC | 6  | 3 | 1 | 2 | 19 | 8  | +11 | 10  |
| AS Dragon        | 6  | 2 | 3 | 1 | 9  | 5  | +4  | 9   |
| AS Mont-Dore     | 6  | 0 | 1 | 5 | 7  | 25 | -17 | 1   |

## Halve finales

### 1e wedstrijd
|                         |            |        |                    |                                                          |
| 4 mei 2013 15:00 UTC+11 | Amicale FC | 0–2    | Waitakere United   | Korman Stadium, Port Vila Scheidsrechter: Averii Jacques |
| 4 mei 2013 15:00 UTC+11 |            | Report | Krishna 33', 45+2' | Korman Stadium, Port Vila Scheidsrechter: Averii Jacques |

|                         |                                                     |        |            |                                                                             |
| 5 mei 2013 15:00 UTC+12 | Auckland City FC                                    | 6–1    | Ba FA      | Kiwitea Street, Auckland Toeschouwers: 3,000 Scheidsrechter: Norbert Hauata |
| 5 mei 2013 15:00 UTC+12 | Expósito 31', 73' Tade 63' White 80', 89' Bilen 86' | Report | Manuca 34' | Kiwitea Street, Auckland Toeschouwers: 3,000 Scheidsrechter: Norbert Hauata |

### 2e wedstrijd
|                          |       |        |                  |                                              |
| 11 mei 2013 14:00 UTC+12 | Ba FA | 0–1    | Auckland City FC | Govind Park, Ba Scheidsrechter: Gerald Oiaka |
| 11 mei 2013 14:00 UTC+12 |       | Report | Feneridis 51'    | Govind Park, Ba Scheidsrechter: Gerald Oiaka |

Auckland City wint met 7-2 over 2 wedstrijden en plaatst zich voor de finale.
|                          |                         |         |            |                                                                   |
| 12 mei 2013 14:00 UTC+12 | Waitakere United        | 2–1     | Amicale FC | Fred Taylor Park, Auckland Scheidsrechter: Kader Zitouni (Tahiti) |
| 12 mei 2013 14:00 UTC+12 | Coombes 66' Krishna 89' | Verslag | Nawo 37'   | Fred Taylor Park, Auckland Scheidsrechter: Kader Zitouni (Tahiti) |

Waitakere United  wint met 4-1 over 2 wedstrijden en plaatst zich voor de finale.

## Finale
|                          |                  |         |                             |                                                                                           |
| 19 mei 2013 15:45 UTC+12 | Waitakere United | 1–2     | Auckland City FC            | Mount Smart Stadium (Arena 2), Auckland Toeschouwers: 3.000 Scheidsrechter: Peter O'Leary |
| 19 mei 2013 15:45 UTC+12 | Coombes 39'      | Verslag | Dickinson 16' Feneridis 19' | Mount Smart Stadium (Arena 2), Auckland Toeschouwers: 3.000 Scheidsrechter: Peter O'Leary |

OFC Club Championship: 1987 · 1999 · 2001 · 2005 · 2006 

OFC Champions League: 2007 · 2007/08 · 2008/09 · 2009/10 · 2010/11 · 2011/12 · 2012/13 · 2013/14 · 2014/15 · 2016 · 2017 · 2018 · 2019 · 2020 · 2021 · 2022 · 2023